# Petrorhagia

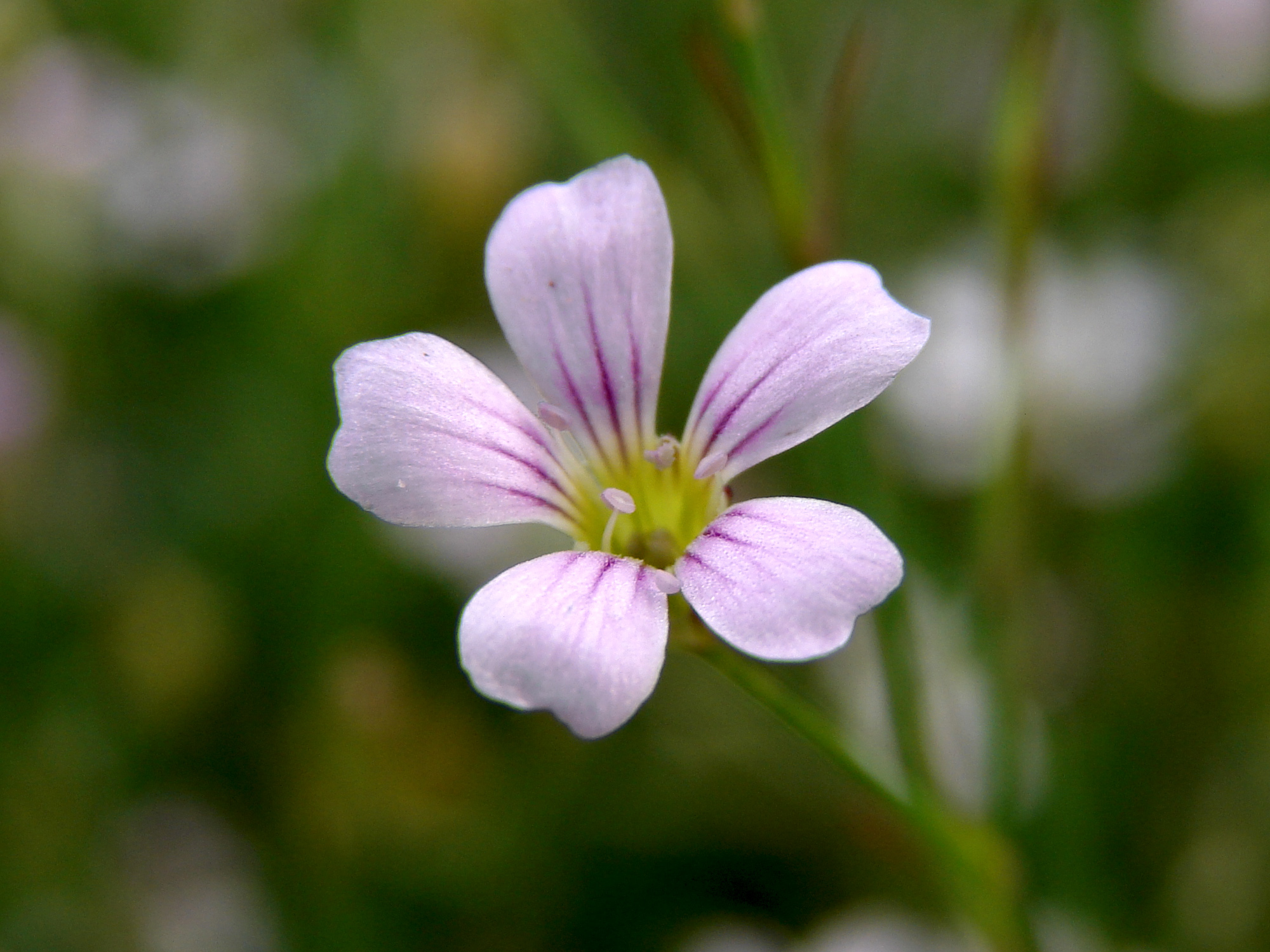
Clavellet pedrer (Petrorhagia saxifraga)

Petrorhagia és un gènere de plantes amb flor de la família de les cariofil·làcies.

## Característiques
Són plantes anuals o perennes que es troben majoritàriament a la regió mediterrània.
Són força semblants a les clavellines del gènere Dianthus.

## Taxonomia
N'hi ha entre 20 i 33 espècies; cal destacar:
- Petrorhagia candica
- Petrorhagia dianthoides
- Petrorhagia dubia (syn. Petrorhagia velutina)
- Petrorhagia fasciculata
- Petrorhagia illyrica
- Petrorhagia prolifera (syn. Petrorhagia nanteuilii) - clavellina borda
- Petrorhagia saxifraga - clavellet pedrer